# Pijptorkruid
Pijptorkruid (Oenanthe fistulosa) is een vaste plant, die behoort tot de schermbloemenfamilie (Apiaceae). De soort komt van nature voor in West-, Midden- en Zuid-Europa, Noordwest-Afrika en Zuidwest-Azië.
De plant wordt 30–70 cm hoog en heeft een kale, weinig vertakte, buisvormige, gegroefde, holle en op de knopen vaak ingesnoerde stengel. De bladeren zijn enkel geveerd met smalle blaadjes. De stelen van de stengelbladen zijn veel langer dan de bladschijf, en ook buisvormig.
Pijptorkruid bloeit van juni tot augustus met witte of roze 3 mm grote bloemen. De bloeiwijze is een scherm met twee tot vijf stralen. De omwindselblaadjes zijn bij het centrale scherm vaak niet aanwezig.
De vrucht is 3 tot 4 mm groot, cilindrisch en niet gesteeld.

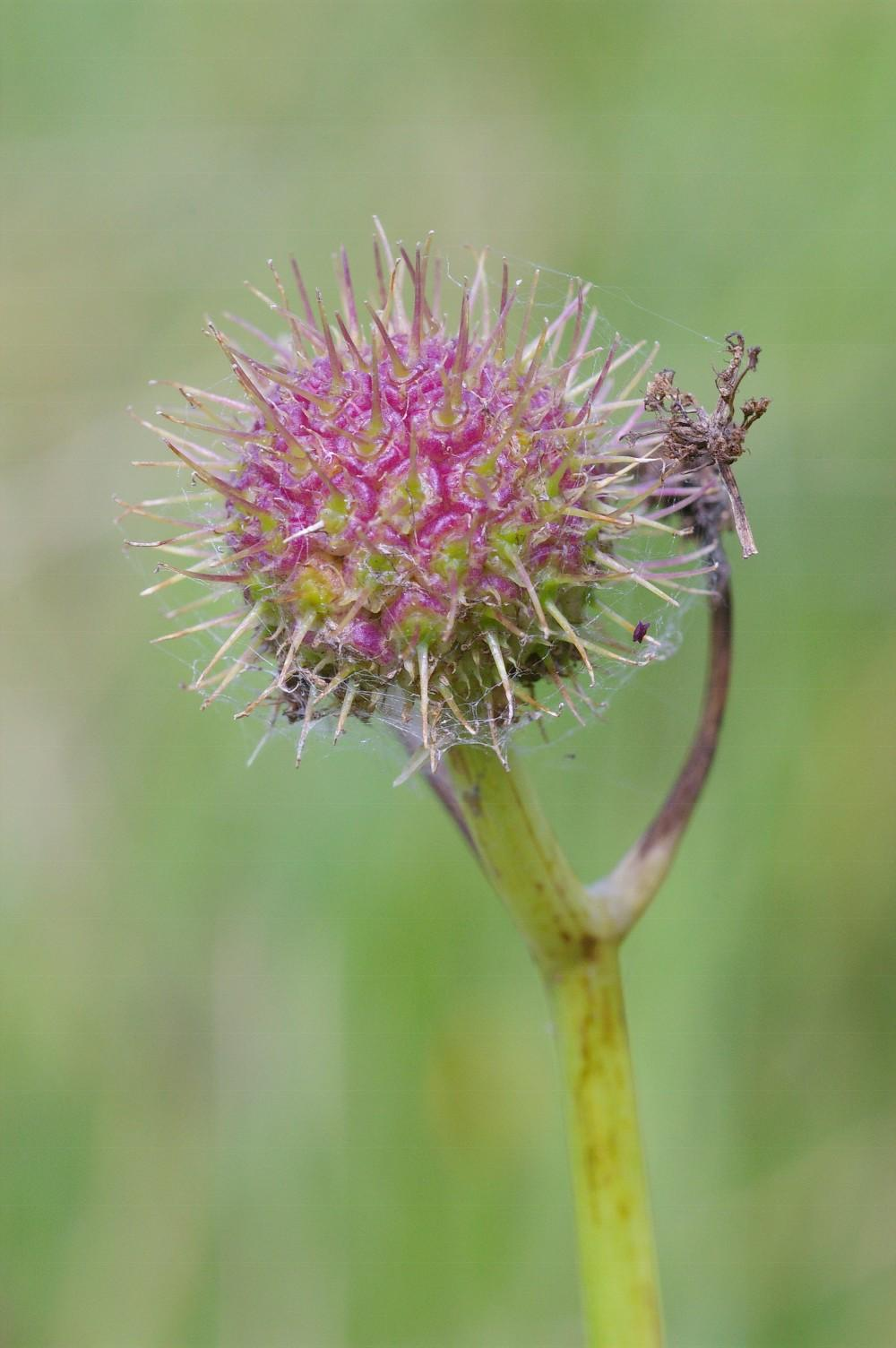
Vruchten

De plant groeit op zonnige plaatsen op natte, voedselrijke, grazige grond of in ondiep, zoet of zwak brak water op zand-, leem-, zavel-, veen- of kleibodem.
In Vlaanderen is pijptorkruid volgens de Rode Lijst niet bedreigd. De soort staat op de Nederlandse Rode Lijst van planten als algemeen voorkomend en matig afgenomen.

## Namen in andere talen
- Duits: Röhriger Wasserfenchel
- Engels: Tubular Water-dropwort
- Frans: Oenanthe fistuleuse
- Fries: Holkrûd